# Phoebe Anna Traquair
Phoebe Anna Traquair (/trəˈkwɛər/; Kilternan, comtat de Dublín, 24 de maig de 1852 - Edimburg, 4 d'agost de 1936) va ser una artista d'origen irlandès, que va obtenir el reconeixement internacional pel seu paper en el moviment Arts and Crafts a Escòcia, com a il·lustradora, pintora i brodadora. Les seves obres inclouen murals a gran escala, brodats, joies d'esmalt i il·lustració de llibres. El 1920 es va convertir en la primera dona elegida per a la Royal Scottish Academy.

## Biografia
Phoebe Traquair va néixer com a Phoebe Anna Moss. Els seus pares eren William Moss, metge, i Teresa Moss (de soltera Richardson). Phoebe Traquair era la sisena dels set germans. Va estudiar art a l'Escola de Disseny de la Royal Dublin Society entre 1869 i 1872. Es va casar amb el paleontòleg escocès Ramsay Heatley Traquair el 5 de juny de 1873. La parella es va traslladar a Colinton Farm, al sud-oest d'Edimburg, a la primavera de 1874.Algunes obres seves eren dibuixos paleontològics relacionats amb la investigació del seu marit sobre peixos fòssils, i es conserven a les col·leccions especials de la biblioteca dels Museus Nacionals d'Escòcia. Va tenir tres fillsː Ramsay, Harry i Hilda.
El germà gran de Phoebe era William Richardson Moss, un apassionat col·leccionista d'art que posseïa una sèrie d'obres de Dante Gabriel Rossetti. Traquair va compartir amb el seu germà aquest amor per l'art, inclosa una particular fascinació per l'obra de Rossetti i la de William Blake, i el seu estil i l'elecció del tema es van mantenir profundament influenciats per l'art i la poesia de Blake i Rossetti al llarg de la seva vida.

## Carrera artística
A finals de la dècada de 1870, Traquair va continuar desenvolupant el seu art, treballant sobretot en teixits domèstics brodats. A mitjans de la dècada de 1880, el cercle social de Traquair incloïa el sociobiòleg Patrick Geddes, fundador de la Unió Social d'Edimburg, que va encarregar a Traquair la decoració de la Capella mortuòria de l'Hospital Reial per a Nens Malalts, d'Edimburg. Aquest va ser el primer dels quatre interiors d'Edimburg que Traquair va pintar entre 1885 i 1901.

### Hospital reial per a Nens Malalts

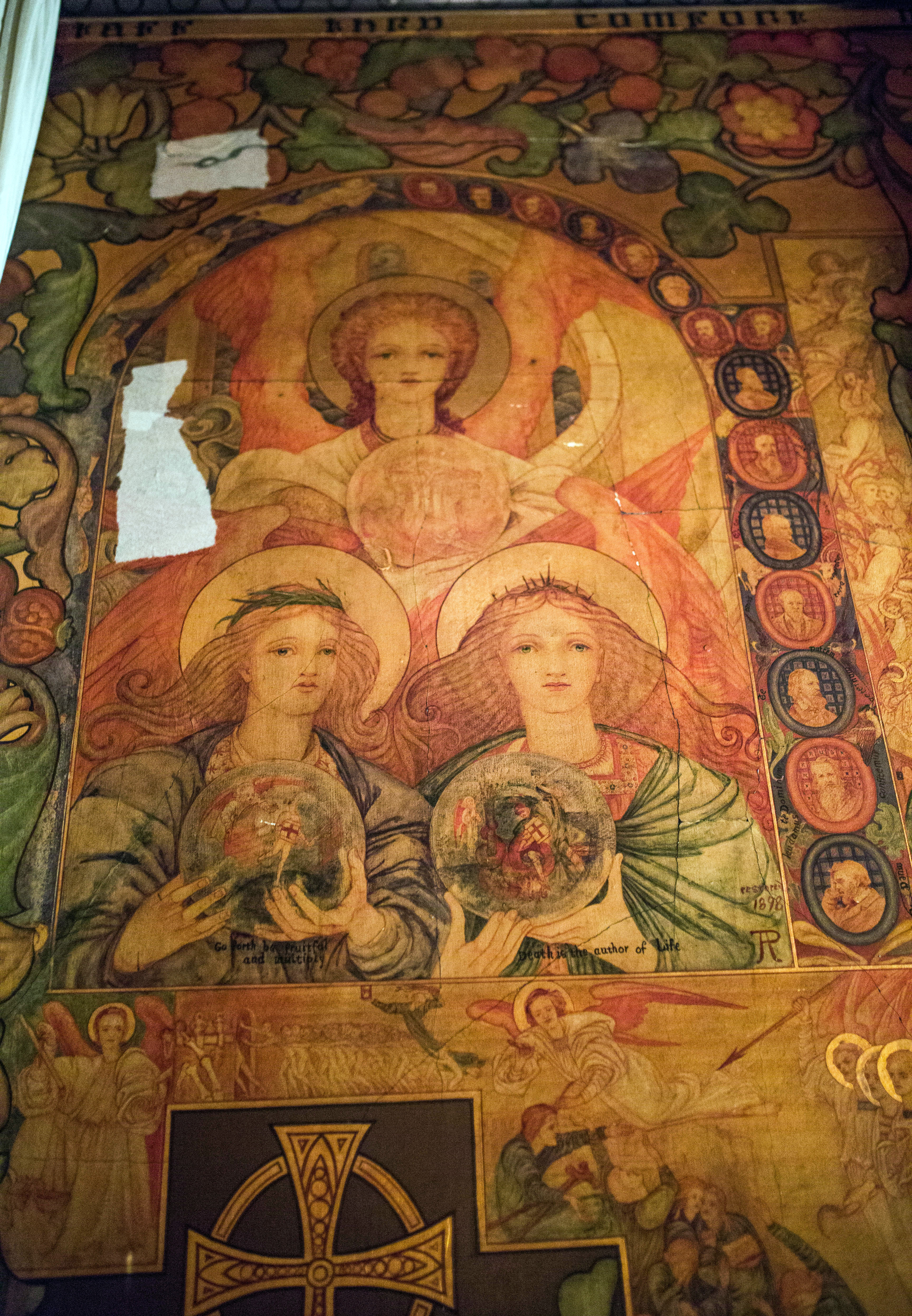
Hospital reial per a Nens Malalts, Murals de la Capella mortuòria, Edimburg

Entre 1885 i 1886 Traquair va crear una sèrie de murals per a la Capella Mortuòria de l'Hospital Reial per a Nens Malalts, d'Edimburg. El mural és de Three Maidens (Divine Powers) el qual està vorejat per imatges dins de llunetes d'escriptors, artistes i crítics, com Edward Burne-Jones, William Bell Scott, Noel Paton i John Ruskin, que van tenir una influència considerable en Traquair.Aquest va ser el seu primer treball com a artista professional. El tanatori era una petita sala sense finestres, antigament una carbonera, on es podien deixar els cossos "reverentment i amorosament" abans de l'enterrament. L'obra es va acabar l'any 1886 i abans que l'edifici s'ampliés més el 1894, els murals van ser traslladats a un nou emplaçament i Traquair els va restaurar i els va ampliar, encara que amb una composició més senzilla, entre 1896 i 1898.

### Catedral de Santa Maria

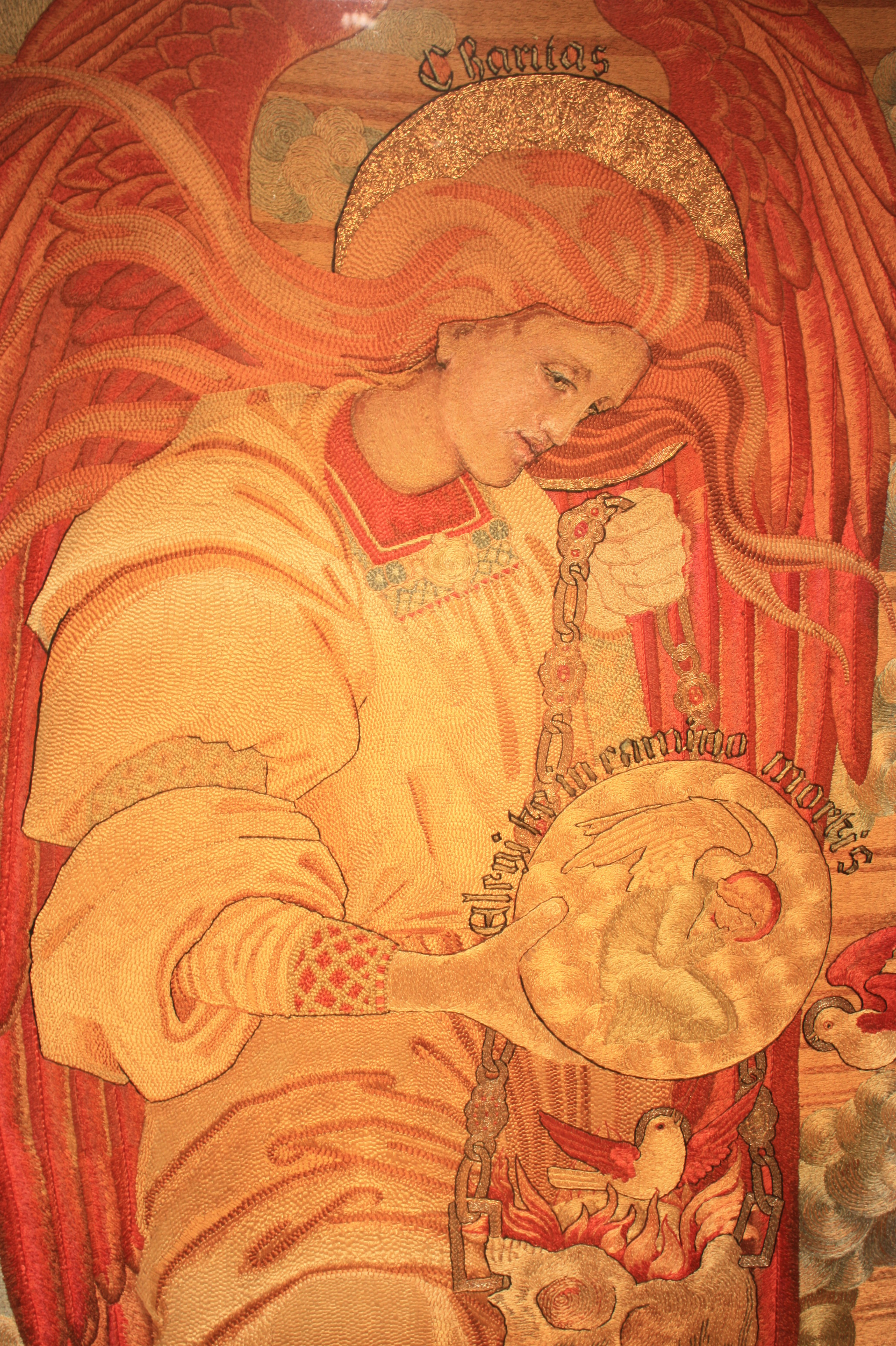
Salvació de la Humanitat (detall), 1886 a 1893

Els seus murals de l'escola de cant de la catedral de Santa Maria (1888–92) van guanyar el reconeixement nacional de Traquair. Dins d'un interior amb volta de túnel, el mur de llevant representa el clergat i el cor de la catedral. La paret sud representa els admirats contemporanis de Traquair, com Dante Gabriel Rossetti, William Holman Hunt i George Frederic Watts. A la paret nord ocells i coristes canten junts, i la paret oest mostra les quatre bèsties cantant el Sanctus. L'Escola de Cant encara s'utilitza diàriament per a la pràctica dels Coristes.

### Església de la plaça Mansfield
L'obra més coneguda de Traquair es troba a l'enorme antiga Església Apostòlica Catòlica (1893–1901) a Mansfield Place (ara anomenada Mansfield Traquair Centre) als peus de Broughton Street, que s'ha anomenat "Capella Sixtina d'Edimburg" i "una joia de la corona". Va ser aquesta obra la que va contribuir definitivament a confirmar el seu reconeixement internacional.

### Altres obres
Una feina notable de Traquair pot ser contemplada a la Thistle Chapel de la Catedral de Saint Giles, on va dissenyar els primers panells d'armes d'esmalt sobre els seients dels cavallers. Una altra de les seves obres principals és un manuscrit il·luminat clau en el moviment Arts and Crafts dels Sonnets from the Portuguese, de la poeta victoriana Elizabeth Barrett Browning, que es conserva a la National Library of Scotland (NLS). Traquair va ser una artista prolífica que, a més dels seus murals i brodats, va produir centenars de peces de joieria. Va ser convidada a participar en l'Exposició Universal de Chicago el 1893, i els seus quatre plafons brodats de seda El progrés de l'ànima es van mostrar a l'Exposició Universal de Saint Louis el 1904. Aquell any va tornar a la pintura mural amb una obra per al presbiteri de l'Església de Saint Peter de Clayworth, a Nottinghamshire. Un últim mural va ser per a la capella de la família Manners a Thorney Hill, al New Forest, entre 1920 i 1922.
Un gran nombre d'altres obres de Traquair, entre les quals esmalts manuscrits il·luminats de la seqüència de sonets de Rossetti Willowwood; un piano amb un estoig fet per l'amic i col·laborador artístic de Traquair Robert Lorimer i pintat amb escenes de Willowwood, el bíblic Càntic dels càntics i la història de Psique i Pan; i un tríptic de brodats basat en la història del cavaller de la Creu Roja de La Reina Fada, d'Edmund Spenser, es mostren al Museu Nacional d'Escòcia a Edimburg.
Al Castell Kellie, a Fife, el 1897, Traquair va completar el Plafó Pintat a sobre de la llar de foc al Saló del Castell. La pintura es basa en La primavera de Botticelli i es va acabar quan John Henry Lorimer va ocupar el castell. La pintura va quedar tapada fins a finals de la dècada de 1940, però va ser restaurada el 1996.

## Mort

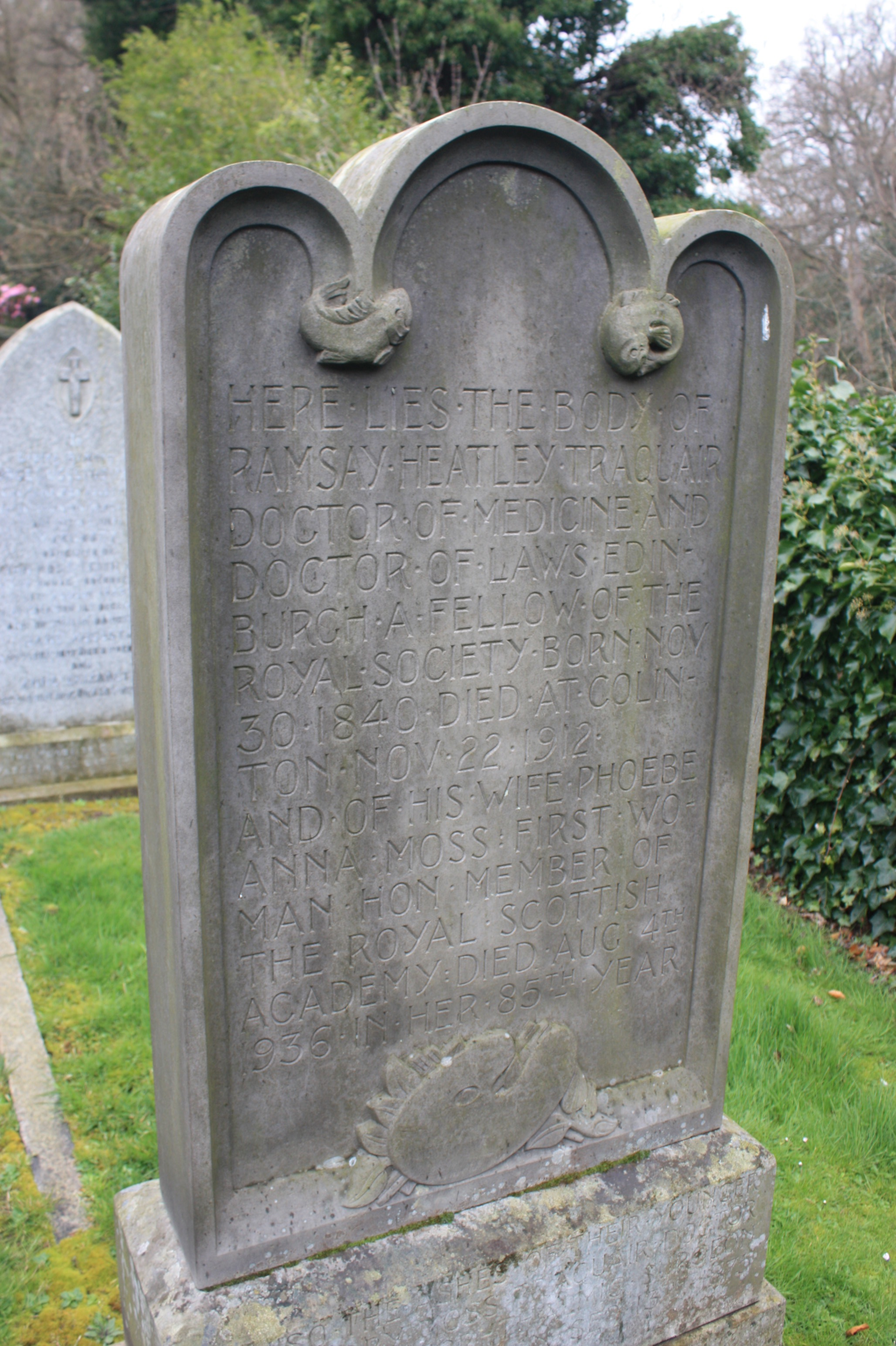
Tomba de Traquair, al Cementiri de l'església parroquial de Colinton, Edimburg

Phoebe Traquair és enterrada amb el seu marit i les cendres del seu fill al cementiri de l'església parroquial de Colinton, a Edimburg. Ella mateixa en va dissenyar la làpida i va ser esculpida per Pilkington Jackson.